# Yosuke Mikami
Yosuke Mikami (født 5. maj 1992) er en japansk fodboldspiller, som spiller for den japanske fodboldklub AC Nagano Parceiro.